# Cacatoès
Taxons concernés
- sous-famille :
  - cacatuinés (cacatoès et calopsitte)
- tribus :
  - Calyptorhynchini
  - Cacatuinimodifier

Cacatoès est le nom vernaculaire de diverses espèces de la même famille que les perroquets. On les reconnaît à leur crête de plumes (huppe), qu'ils peuvent dresser à volonté sur leur tête. Certains apprennent très bien à imiter les sons des langues humaines. Leur longévité moyenne est de 50–60 ans. 
Ce sont de grands psittaciformes d'Indonésie, de Nouvelle-Guinée et d'Australie, parfois classés avec la Calopsitte élégante dans une famille à part (les Cacatuidés, actuellement considérés comme une sous-famille des Psittacidés, celle des Cacatuinés). Dans certaines classifications, le taxon des Cacatuinés est subdivisé en trois tribus, dont deux de cacatoès :
- les Calyptorhynchini, au plumage noirâtre ;
- les Cacatuini, au plumage blanchâtre ou grisâtre.

Il existe beaucoup de genres de cacatoès, répertoriés selon leur apparence.

## Étymologie
Le terme de cacatoès dérive du nom indonésien de l'oiseau kakatuwah (XVIIe siècle) via le portugais cacatua ou le néerlandais kaketoe. Le terme  pourrait être formé de kaka (« oiseau, corneille ») et tūwa (« vieux »), en raison de l'âge avancé qu'atteignent ces oiseaux. La forme actuelle du mot est kakak tua en malais et kakatua en indonésien.

## Physiologie, comportement et écologie
Les caractéristiques générales des cacatoès sont celles des psittaciformes, avec des nuances pour chaque espèce : voir les articles détaillés pour plus d'informations sur leur description ou leur mode de vie.
Les cacatoès, pour profiter d'un fruit local, sont capables d'utiliser successivement un bâton court et pointu pour percer une membrane puis une paille souple, glissée à travers une grille, pour avoir accès à la graine. Ils transportent les deux outils ensemble, ce qui montre que la séquence des opérations et l'usage de chaque outil sont planifiés. Ils le font sans aide et sans mimétisme, chaque oiseau appliquant une méthode légèrement différente de celle des autres,.